# 2005 PT21
2005 PT21, também escrito como 2005 PT21, é um corpo menor que está localizado no disco disperso, uma região do Sistema Solar. Ele possui uma magnitude absoluta de 7,4 e tem um diâmetro estimado de cerca de 146 km.

## Descoberta
2005 PT21 foi descoberto no dia 9 de agosto de 2005.

## Órbita
A órbita de 2005 PT21 tem uma excentricidade de 0,519 e possui um semieixo maior de 74,321 UA. O seu periélio leva o mesmo a uma distância de 35,782 UA em relação ao Sol e seu afélio a 113 UA.